# Sebastian H. Mernild
Sebastian Haugaard Mernild (født 20. oktober 1972 på Frederiksberg) er en dansk ph.d. og dr.scient, der fra 2020 til 2022 var prorektor ved Syddansk Universitet (SDU). Desuden er han professor i klimaforandringer og glaciologi. I perioden fra 2016 til 2020 var Mernild administrerende direktør for Nansen Center (no) Bergen. Nansen Centeret er et af de mest anerkendte klimaforskningscentre i Nordeuropa. Mernild er desuden udvalgt af FN's klimapanel (IPCC) som hovedforfatter på den 6. IPCC rapport og har været tilknyttet IPCC-systemet siden 2010. I 2018 vandt Mernild Danmarks Radios formidlingspris Rosenkjærprisen., og var samme år nomineret til årets dansker af Berlingske Tidende. I 2019 blev han optaget i Kraks Blå Bog. Tilbage i 2002 vandt han Københavns Universitets sølvmedalje.
Han har haft en ph.d. i klimaforandringer, glaciologi og hydrologi siden 2006, hvor han fik den på Københavns Universitet. Efterfølgende arbejdede på et universitet i Fairbank i Alaska ved International Arctic Research Center, USA frem til 2009. Derefter på Los Alamos National Laboratory i New Mexico i USA frem til 2013, for derefter at skifte til Center for Scientific Studies/Centro de Estudios Científicos i Chile frem til 2016. Efterfølgende blev professor i klimaforandringer og glaciologi Han forsvarede sin doktorafhandling (Water balance from mountain glacier scale to ice sheet scale with focus on Mittvakkat Gletscher, Southeast Greenland and the Greenland Ice Sheet”) i maj 2016 på Københavns Universitet.
Han har desuden repræsenteret Danmark i International Commission on Snow and Ice Hydrology siden 2010, heraf som vicepræsident fra 2014-2018. Derudover har han været medlem af styregruppen i Climate and Cryosphere under FNs World Climate Research Programme fra 2014-2018.  Han har ligeledes deltaget aktivt i den danske og internationale klimadebat med aviskroniker og i radio- og TV-debatter. 
Han er desuden uddannet kaptajn af reserven i det danske forsvar og har været udsendt til både Kosovo og Afghanistan.